# Fergus Carstairs
Fergus Carstairs (11 april 1815 – 4 augustus 1878) was een Surinaams grondeigenaar en politicus.
Bij de eerste Surinaamse parlementsverkiezingen in 1866 werd hij verkozen tot lid van de Koloniale Staten. Daarnaast was hij bestuurslid van het in 1867 opgerichte 'Surinaamsch Genootschap tot Bevordering van Kennis'. In mei 1873 stapten B.E. Colaço Belmonte en Carstairs op als Statenlid. Bij de daaropvolgende tussentijdse verkiezingen werd Colaço Belmonte herkozen en J.F.A. Cateau van Rosevelt werd voor het eerst verkozen.
Carstairs overleed in 1878 op 63-jarige leeftijd.